# A Time 4 You
《A Time 4 You》是林峯第八張個人專輯，亦為首張新曲加精選專輯，此專輯於2013年1月25日推出發行。全碟17首歌曲，分別收錄4首新歌，包括《Nice》（“A Time 4 You 林峰演唱會”主題曲）、《Once Again》、《BB》、《同林》（微電影《愛在魅來1分鐘》主題曲），也收錄兩套電視劇《雷霆掃毒》的片尾曲《幼稚完》和《回到三國》主題曲《等你回來》；而其餘11首精選歌都是林峯親自從出道唱片《愛在記憶中找你》至《LF》之中選出的11首精選歌。

## 曲目列表
《A Time 4 You》收錄6首新歌及11首精選歌曲與2首MV；也是林峯首次擔任監製並監製3首歌曲；隨碟附上微電影《愛在魅來1分鐘》和《同林》Music Video DVD。
| 次序 | 歌曲名稱         | 作曲          | 填詞             | 編曲          | 監製                 | 備註 |
| 1    | Nice             | 鄧智偉 莊冬昕 | 黃厚霖           | 鄧智偉 莊冬昕 | 鄧智偉 莊冬昕 LF     | 《A Time 4 You林峯演唱會2013》主題曲 曲名源自林峯有份參與的電視劇《雷霆掃毒》中的口頭禪 國語版本為《Nice》，由張美賢重新填上國語歌詞 |
| 2    | Once Again       | 鄧智偉 莊冬昕 | 黃厚霖           | 鄧智偉 莊冬昕 | 鄧智偉 莊冬昕 LF     | |
| 3    | BB               | 鄧智偉 莊冬昕 | 莊冬昕 LF 林日曦 | 鄧智偉 莊冬昕 | 鄧智偉 莊冬昕 LF     | |
| 4    | 同林             | 鄧智偉        | 林日曦           | Johnny Yim    | 鄧智偉 莊冬昕        | 微電影《愛在魅來1分鐘》主題曲 國語版本為《同林》，由張美賢重新填上國語歌詞                                                           |
| 5    | 幼稚完           | 鄧智偉        | 林日曦           | Johnny Yim    | 鄧智偉               | 電視劇《雷霆掃毒》片尾曲 國語版本為《沒有人相愛嗎》，由張美賢重新填上國語歌詞                                                        |
| 6    | 等你回來         | 鄧智偉        | 張美賢           | Johnny Yim    | 鄧智偉               | 電視劇《回到三國》主題曲 |
| 7    | Light Up My Life | 鄧智偉 莊冬昕 | 鄭櫻綸           | 鄧智偉 莊冬昕 | 鄧智偉 莊冬昕        | 收錄於《LF》專輯 |
| 8    | 熱能放送         | 王雙駿        | 林若寧           | 王雙駿        | 王雙駿               | 收錄於《LF》專輯 |
| 9    | Chok             | 鄧智偉 莊冬昕 | 陳少琪           | 鄧智偉 莊冬昕 | 鄧智偉 陳少琪 莊冬昕 | 收錄於《LF》專輯 |
| 10   | Come 2 Me        | 鄧智偉 莊冬昕 | 張美賢           | 鄧智偉 莊冬昕 | 鄧智偉 莊冬昕        | 收錄於《Come 2 Me》專輯 |
| 11   | Let's Get Wet    | 鄧智偉 莊冬昕 | 黃偉文           | 莊冬昕        | 鄧智偉 莊冬昕        | 收錄於《Let's Get Wet》專輯 |
| 12   | 愛不疚           | 鄧智偉        | 張美賢           | Johnny Yim    | 鄧智偉               | 收錄於《Your Love》專輯 |
| 13   | 愛在記憶中找你   | 鄧智偉        | 張美賢           | Johnny Yim    | 舒文                 | 收錄於《愛在記憶中找你》專輯 |
| 14   | 如果時間來到     | 鄧智偉        | 張美賢           | Johnny Yim    | 鄧智偉               | 收錄於《Let's Get Wet》專輯 |
| 15   | 換個方式愛你     | 鄧智偉        | 張美賢           | Johnny Yim    | 鄧智偉               | 收錄於《Let's Get Wet》專輯 |
| 16   | 我們很好         | 鄧智偉        | 張美賢           | Johnny Yim    | 鄧智偉               | 收錄於《Come 2 Me》專輯 |
| 17   | 直到你不找我     | 鄧智偉        | 張美賢           | Johnny Yim    | 鄧智偉               | 收錄於《Come 2 Me》專輯 |

## 所獲獎項
- 十大勁歌金曲頒獎典禮2012 ：十大勁歌金曲 -《幼稚完》
- 新城勁爆頒獎禮2013 ： 新城勁爆歌曲 -《Nice》
- MY AOD我的最愛頒獎典禮2012：我的最愛電視歌曲 - 《幼稚完》
- 第九屆勁歌王全球華人樂壇頒獎音樂盛典：粵語金曲獎 - 《幼稚完》
- 音樂先鋒榜2013年度頒獎典禮：港臺十大先鋒金曲 - 《同林》
- YAHOO ASIA BUZZ AWARDS 2013：人氣微電影主題曲- 《同林》
- 十大勁歌金曲頒獎典禮2013：勁歌金曲奬 - 《同林》
- 十大勁歌金曲頒獎典禮2013：勁歌金曲奬 - 《NICE》
- IFPI香港唱片銷量大獎頒獎典禮2013：十大銷量廣東唱片 - 《A Time 4 You》

## 銷售情況
- 《YesAsia 2013上半年華語音樂銷售榜》第7位：《A Time 4 You 新曲+精选 (CD + DVD) 》(特別版)（页面存档备份，存于）。
- 《YesAsia 2013上半年華語音樂銷售榜》第8位：《A Time 4 You Concert 2013 Karaoke》（页面存档备份，存于）。
- 《YesAsia 華語音樂銷售榜2013》十大華語專輯第10位：《A Time 4 You 新曲+精选 (CD + DVD) 》（页面存档备份，存于）。
- 《YesAsia 華語音樂銷售榜2013》十大華語演唱會第3位：《A Time 4 You 演唱會2013》（页面存档备份，存于）。
- 《YesAsia 華語音樂銷售榜2013》 - 十大暢銷歌手第9位（页面存档备份，存于）。

## 外部連結
- 林峰新碟選曲不俗 - 澳門日報電子版
- 英皇娛樂官網
- A Time 4 You 新曲+精選 (CD + DVD) (特別版) (加送 2013年精美月曆 +環保袋)（页面存档备份，存于）